# Edgar A. Gregersen
Edgar Alstrup Gregersen (ur. 24 kwietnia 1937 w Nowym Jorku) – amerykański językoznawca i antropolog kulturowy. Zajmuje się systemami pisma, seksualnością, egiptologią oraz afrykanistyką. Udzielał się na temat ortografii angielskiej.

## Życiorys
W 1957 r. uzyskał bakalaureat w Queens College na City University of New York. W 1962 r. doktoryzował się na Uniwersytecie Yale. W 1963 r. został zatrudniony na Uniwersytecie Colombia. Od 1968 r. piastował stanowisko profesora nadzwyczajnego na City University of New York.
Od 2003 r. profesor emeritus uczelni City University of New York. Członek Amerykańskiego Towarzystwa Antropologicznego, Królewskiego Instytutu Antropologii oraz The Explorers Club.

## Wybrana twórczość
- Language in Africa: An Introductory Survey (1977)
- Sexual Practices (1982)
- The World of Human Sexuality: Behaviors, Customs and Beliefs (1994)